# کمر (ترکیه)
کمر (به ترکی استانبولی: Kemer) یک منطقهٔ مسکونی در ترکیه است که در استان بوردور واقع شده‌است.